# Arvid Lindblad
Arvid Anand Olof Lindblad (Virginia Water, 8 augustus 2007) is een Brits-Zweeds autocoureur. Sinds 2022 maakt hij deel uit van het Red Bull Junior Team, het opleidingsprogramma van het Formule 1-team Red Bull Racing. In 2025 won hij de titel in het Formula Regional Oceania Championship.

## Carrière

### Karting
Lindblad begon zijn autosportcarrière in het karting in 2015. Hij is een protegé van Oliver Rowland en reed enkele jaren voor diens kartteam. In 2020 werd hij kampioen in de OKJ-klasse van de WSK Super Master Series. In 2021 won hij de OK-klasse van zowel de WSK Euro Series als de WSK Final Cup. Dat jaar werd hij ook ondersteund door het Formule 1-team van Red Bull Racing, voordat hij in 2022 volwaardig lid van het Red Bull Junior Team werd. Dat jaar reed hij ook zijn laatste wedstrijden in het karting. Tijdens de Champions of the Future Winter Series liep hij bij een ongeluk tijdens een kwalificatie een gebroken duim en weefselschade op.

### Formule 4
Halverwege 2022 maakte Lindblad de overstap naar het formuleracing, waar hij voor Van Amersfoort Racing zijn debuut in het Italiaans Formule 4-kampioenschap maakte vanaf het vijfde raceweekend op de Red Bull Ring. Zijn beste resultaat in de rest van het seizoen was een zevende plaats op het Autodromo Nazionale Monza, waardoor hij met 12 punten zeventiende in de eindstand werd.
In 2023 begon Lindblad het seizoen in het Formule 4-kampioenschap van de Verenigde Arabische Emiraten bij Hitech Grand Prix. Hij won hier een race op het Dubai Autodrome en stond in de rest van het seizoen nog twee keer op het podium. Met 107 punten werd hij vijfde in het klassement. Vervolgens reed hij een volledig seizoen in de Italiaanse Formule 4 bij Prema Racing. Hij kende een sterke eerste seizoenshelft met zes overwinningen, drie op Monza, twee op het Misano World Circuit Marco Simoncelli en een op het Autodromo Internazionale Enzo e Dino Ferrari, en ging zodoende ruim aan kop in de tussenstand. In de laatste drie raceweekenden behaalde hij echter geen enkele podiumfinish meer, waardoor hij de leiding verloor en uiteindelijk met 263,5 punten derde werd achter Kacper Sztuka en Ugo Ugochukwu. Tevens kwam hij uit in het nieuwe Euro 4 Championship voor Prema, waarin hij met een zege op Monza en drie andere podiumplaatsen vierde werd met 124 punten, achter Ugochukwu, James Wharton en Akshay Bohra. Aan het eind van het jaar nam hij deel aan de Formule 4-race van de Grand Prix van Macau, waarin hij beide races won.

### Formule Regional
In 2024 kwam Lindblad uit in het Formula Regional Middle East Championship voor het team Mumbai Falcons Racing Limited. Hij reed enkel in de eerste drie raceweekenden, waarin hij op het Yas Marina Circuit eenmaal wist te winnen. Met 33 punten werd hij dertiende in de eindstand.
In 2025 debuteerde Lindblad in het Formula Regional Oceania Championship bij het team M2 Competition. Hij won zes races: twee op zowel Hampton Downs Motorsport Park als de Manfeild Autocourse en een op Taupo Motorsport Park en Teretonga Park. Daarnaast stond hij nog zes keer op het podium. Met 370 punten werd hij gekroond tot kampioen in de klasse.

### Formule 3
In 2024 debuteerde Lindblad in het FIA Formule 3-kampioenschap bij Prema. In seizoensopener op het Bahrain International Circuit behaalde hij direct zijn eerste overwinning. Op het Circuit de Barcelona-Catalunya won hij zijn tweede race, voordat hij op Silverstone beide races wist te winnen. Ook stond hij op het Albert Park Street Circuit en op Imola op het podium. Met 113 punten werd hij achter Leonardo Fornaroli, Gabriele Minì en Luke Browning vierde in het kampioenschap.

### Formule 2
In 2025 stapt Lindblad over naar de Formule 2, waarin hij uitkomt voor het team Campos Racing.

### Formule 1
Op 4 juli 2025 reed Lindblad tijdens de eerste vrije training van de GP van Groot-Brittannië in de Formule 1-wagen van Red Bull in plaats van Yuki Tsunoda. Hij reed een tijd van 1:27.958 en werd daarmee veertiende.